# Parque nacional de Op Khan
El Parque nacional de Op Khan es un área protegida del norte de Tailandia, en la Chiang Mai. Se extiende por una superficie de 484 kilómetros cuadrados. Fue creado en 1992.
El parque nacional tiene un paisaje montañoso con cascadas, acantilados y cuevas. El punto más alto es el Khun Tian Sung, que alcanza los 1.550 m s. n. m.